# Ashoknagar Kalyangarh
Ashoknagar Kalyangarh là một thành phố và khu đô thị của quận North Twentyfour Parganas thuộc bang Tây Bengal, Ấn Độ.

## Nhân khẩu
Theo điều tra dân số năm 2001 của Ấn Độ, Ashoknagar Kalyangarh có dân số 111.475 người. Phái nam chiếm 51% tổng số dân và phái nữ chiếm 49%. Ashoknagar Kalyangarh có tỷ lệ 79% biết đọc biết viết, cao hơn tỷ lệ trung bình toàn quốc là 59,5%: tỷ lệ cho phái nam là 83%, và tỷ lệ cho phái nữ là 75%. Tại Ashoknagar Kalyangarh, 9% dân số nhỏ hơn 6 tuổi.